# Andreas Odén
Lennart Andreas Odén, född den 9 augusti 1970, är en svensk sportjournalist på Viasat. Han är studiovärd under samband med kanalens vintersportsändningar, och är ibland även reporter vid världscuptävlingar i längdskidor. Odén har även varit programledare för Spelmäklarna och Nyhetsmorgon.
Han arbetar även som moderator/konferencier. 